# Falciformidiplosis laqueata
Falciformidiplosis laqueata är en tvåvingeart som beskrevs av Fedotova 2003. Falciformidiplosis laqueata ingår i släktet Falciformidiplosis och familjen gallmyggor. Inga underarter finns listade i Catalogue of Life.